# Sing (bài hát của Ed Sheeran)
"Sing" là bài hát của ca sĩ-nhạc sĩ người Anh Ed Sheeran. Bài hát được sáng tác bởi Ed Sheeran và Pharrell Williams, người cũng sản xuất bài hát và thể hiện phần hát nền. Bài hát được phát hành vào ngày 7 tháng 4 năm 2014 và là đĩa đơn chủ đạo trong album phòng thu thứ hai của Ed Sheeran, x (2014).
Bài hát trở thành đĩa đơn quán quân đầu tiên của Sheeran tại Anh, ngoài ra cũng xếp đầu tại Úc, New Zealand và Cộng hòa Ireland."Sing"cũng đạt được vị trí thứ 13 trên Billboard Hot 100 của Hoa Kỳ.

## Bối cảnh
"Sing"được sáng tác bởi Sheeran và Pharrell Williams, với người thứ hai tham gia vào công việc sản xuất. Bài hát, với ảnh hưởng của phong cách pop và R&B cũng như bởi nam ca sĩ Justin Timberlake, được xem là sự chuyển mình từ phong cách folk rock nổi tiếng mà anh đạt được cùng với album +. Ed Sheeran sáng tác bài hát dựa theo phong cách pop và R&B của Timberlake, nói rằng"Đó là nguồn cảm hứng gần như trực tiếp. Tôi thích Justified và FutureSex/LoveSounds, và tôi được truyền cảm hứng từ hai album đó." Bài hát nói về"một đêm đi chơi ở Vegas".
"Sing"được phát hành tại Anh Quốc, Ireland, Úc và Đức vào tháng 5 năm 2014 với một EP đi kèm. Ngoài các quốc gia trên,"Sing"cũng được phát hành toàn thế giới vào ngày 7 tháng 4 năm 2014."Friends", một bài hát trong EP, gia nhập UK Singles Chart ở vị trí 121.

## Ý kiến phê bình
Sau khi ra mắt bài hát nhận được nhiều sự hoan nghênh từ giới phê bình, khen ngợi sự thay đổi của Ed Sheeran, và ví ca khúc với các bài hát của Justin Timberlake. Time nhận xét khá tích cực về ca khúc này, nói rằng nó giống như"một sự chuyển hướng. Nó ra đúng thời điểm: có chút gì đó của anh bạn đồng hương Sam Smith trong giọng nam cao chắc nịch của Ed Sheeran, cộng thêm một 'Blurred Lines' của Robin Thicke ở khắp mọi nơi. Nhưng Sheeran hóa ra lại hướng cái nhìn ve vãn vào một mục tiêu cũ hơn khác: bài hát solo đầu tay 'Like I Love You' của Justin Timberlake,"nói rằng"Vô số ca sĩ đã chôn chân ở đó, từ những anh chàng xuất phát từ các nhóm nhạc cố gắng làm mới mình với hình ảnh của Timberlake, tới những thần tượng giới trẻ trong sự bộc phát để kéo dài sự trưởng thành, hay chính Timberlake trong The 20/20 Experience. Nhưng Sheeran mang theo đẳng cấp nghệ sĩ thực thụ, chứ không phải chỉ là tên tuổi, tới giai điệu và những cú nhấn giọng hay tiếng gõ kiểu 'Billie Jean' cho thấy anh thậm chí còn quay về xa hơn, tới thời kì đế vương của Michael Jackson."
Bằng một nhận xét tích cực, The Guardian cho rằng"trong khi ảnh hưởng của Pharrell là rõ ràng, vẫn có đủ chất của Sheeran để ngăn nó để lại ấn tượng là một thứ cóp nhặt đáng khinh." The Hollywood Reporter cũng nhận xét tích cực rằng"Giọng hát mỏng manh của Sheeran, như trong những hit như 'The A Team' và 'Lego House', giờ đã biến đổi thành một tiếng ngân nga tự tin, không lo sợ khi phải phân thân ra trong một thế giới của những melisma, những tiếng huyên náo và những vần điệu liến thoắng nhằm thuyết phục người nữ anh khao khát."

## Diễn biến xếp hạng
"Sing"debut ở vị trí thứ nhất trên ARIA Charts vào tháng 5 năm 2014, trở thành bài hát số một đầu tiên của Ed Sheeran và đĩa đơn top 10 tứ 6 của anh tại Australia. Vào ngày 14 tháng 4 năm 2014, bài hát gia nhập New Zealand Singles Chart ở vị trí số 8, trở thành đĩa đơn thứ 8 có mặt trong top 10 và đĩa đơn thứ hai xuất phát ngay trong top 10 ở New Zealand. Bài hát cũng từng giành vị trí đầu bảng tại đây, giúp Sheeran có được đĩa đơn đầu bảng thứ hai liên tiếp ở quốc gia này.
Bài hát ra mắt ở vị trí số một trên UK Singles Chart và Irish Singles Chart, lần đầu tiên cho một ca khúc của anh tại Anh Quốc và Ireland. Ở Ý,"Sing"đạt cao nhất ở vị trí thứ 2 và dành 5 tuần ở vị trí này, cũng là bài hát có vị trí cao nhất tại quốc gia này của Ed Sheeran.
Tại Canada, xếp hạng cao nhất ở vị trí thứ 4, giúp Ed Sheeran có được đĩa đơn top 10 đầu tiên tại đây."Sing"xuất phát ở vị trí thứ 15 trên Billboard Hot 100, trở thành đĩa đơn xếp hạng cao nhất của Sheeran tại Hoa Kỳ. Đĩa đơn cũng bán được 120.000 bản, giúp anh có được tuần bán chạy thứ hai; bài hát cũng đạt 563.000 lượt stream và 28 triệu lượt nghe radio, tất cả đều trước tuần ra mắt trên Billboard Hot 100. Kể từ đó"Sing"đạt cao nhất ở vị trí số 13 trên Billboard Hot 100. Bài hát đạt cột mốc một triệu bản được bán ra tại Mỹ vào tháng 7 năm 2014 và tính tới tháng 1 năm 2015 đã bán ra 1.323.000 bản.

## Video âm nhạc
Video âm nhạc của"Sing"được ra mắt độc quyền trên trang Facebook của Ed Sheeran vào ngày 22 tháng 5 năm 2014, được tải lên VEVO và YouTube vào nhày hôm sau, một tháng trước khi album phát hành. Video nói về một đêm đi chơi của một chú rối biếm họa của Ed Sheeran, mà trong đó anh uống rượu say, hát karaoke, đi tới một câu lạc bộ thoát y và đón Ed Sheeran và Pharrell từ phòng thu trong chiếc xe của anh. Sheeran và Pharrell nhận giải Video Nam Hay nhất tại MTV Video Music Awards 2014 với video này.

## Biểu diễn trực tiếp
Sheeran biểu diễn bài hát trực tiếp lần đầu trong Saturday Night Live vào ngày 12 tháng 4 năm 2014, cùng với bài"Don't". Sheeran cũng thể hiện"Sing"trong The Ellen DeGeneres Show ngày 16 tháng 5 năm 2014, tại bán kết Britain's Got Talent vào ngày 27 tháng 5 năm 2014 và trong The Graham Norton Show vào 6 tháng 6 năm 2014. Vào ngày 28 tháng 8 năm 2014, Sheeran hát bài hát trên Jimmy Kimmel Live!.

## Danh sách bài hát
| Đĩa đơn – Tải kĩ thuật số | Đĩa đơn – Tải kĩ thuật số | Đĩa đơn – Tải kĩ thuật số |
| STT                       | Nhan đề                   | Thời lượng                |
| ------------------------- | ------------------------- | ------------------------- |
| 1.                        | "Sing"                    | 3:55                      |

| Đĩa đơn CD | Đĩa đơn CD                          | Đĩa đơn CD |
| STT        | Nhan đề                             | Thời lượng |
| ---------- | ----------------------------------- | ---------- |
| 1.         | "Sing"                              | 3:55       |
| 2.         | "Sing" (Live at 1LIVE Radiokonzert) | 6:49       |

| Đĩa mở rộng – Tải kĩ thuật số | Đĩa mở rộng – Tải kĩ thuật số       | Đĩa mở rộng – Tải kĩ thuật số |
| STT                           | Nhan đề                             | Thời lượng                    |
| ----------------------------- | ----------------------------------- | ----------------------------- |
| 1.                            | "Sing" (Live at 1LIVE Radiokonzert) | 6:49                          |
| 2.                            | "Sing" (Trippy Turtle Remix)        | 4:06                          |
| 3.                            | "Friends"                           | 3:10                          |

## Xếp hạng
| Bảng xếp hạng (2014–15)                   | Vị trí cao nhất |
| ----------------------------------------- | --------------- |
| Úc (ARIA)                                 | 1               |
| Áo (Ö3 Austria Top 40)                    | 11              |
| Bỉ (Ultratop 50 Flanders)                 | 29              |
| Bỉ (Ultratop 50 Wallonia)                 | 26              |
| Brazil (Billboard Brasil Hot 100)         | 42              |
| Canada (Canadian Hot 100)                 | 4               |
| Canada AC (Billboard)                     | 1               |
| Canada CHR/Top 40 (Billboard)             | 4               |
| Canada Hot AC (Billboard)                 | 1               |
| Chile (Top 20 Chart)                      | 9               |
| Croatia (Croatian Airplay Radio Chart)    | 2               |
| Cộng hòa Séc (Rádio Top 100)              | 28              |
| Cộng hòa Séc (Singles Digitál Top 100)    | 9               |
| Đan Mạch (Tracklisten)                    | 15              |
| Phần Lan (Suomen virallinen lista)        | 17              |
| Pháp (SNEP)                               | 5               |
| Đức (GfK)                                 | 7               |
| Hungary (Rádiós Top 40)                   | 3               |
| Hungary (Single Top 40)                   | 9               |
| Ireland (IRMA)                            | 1               |
| Israel (Media Forest)                     | 1               |
| Ý (FIMI)                                  | 2               |
| Luxembourg Digital Songs (Billboard)      | 8               |
| Mexico (Monitor Latino)                   | 38              |
| Hà Lan (Dutch Top 40)                     | 7               |
| Hà Lan (Single Top 100)                   | 12              |
| New Zealand (Recorded Music NZ)           | 1               |
| Ba Lan (Polish Airplay Top 100)           | 18              |
| Ba Lan (Dance Top 50)                     | 44              |
| Scotland (OCC)                            | 1               |
| Slovakia (Rádio Top 100)                  | 21              |
| Slovakia (Singles Digitál Top 100)        | 6               |
| Nam Phi (EMA)                             | 53              |
| Tây Ban Nha (PROMUSICAE)                  | 37              |
| Thụy Điển (Sverigetopplistan)             | 33              |
| Thụy Sĩ (Schweizer Hitparade)             | 7               |
| Anh Quốc (OCC)                            | 1               |
| Hoa Kỳ Billboard Hot 100                  | 13              |
| Hoa Kỳ Adult Contemporary (Billboard)     | 14              |
| Hoa Kỳ Dance/Mix Show Airplay (Billboard) | 23              |
| Hoa Kỳ Adult Pop Airplay (Billboard)      | 4               |
| Hoa Kỳ Pop Airplay (Billboard)            | 6               |
| Hoa Kỳ Rhythmic (Billboard)               | 25              |

| Bảng xếp hạng (2014)                       | Vị trí |
| ------------------------------------------ | ------ |
| Úc (ARIA)                                  | 33     |
| Canada (Canadian Hot 100)                  | 31     |
| Đức (GfK Entertainment)                    | 44     |
| Ireland (IRMA)                             | 16     |
| Ý (FIMI)                                   | 33     |
| New Zealand (Recorded Music NZ)            | 27     |
| Anh Quốc Singles (Official Charts Company) | 11     |
| Hoa Kỳ Billboard Hot 100                   | 56     |

## Chứng nhận
| Quốc gia | Chứng nhận  | Số đơn vị/doanh số chứng nhận |
| --- | ----------- | ----------------------------- |
| Úc (ARIA) | 3× Bạch kim | 210.000^                      |
| Canada (Music Canada) | 2× Bạch kim | 160.000*                      |
| Đức (BVMI) | Vàng        | 250.000‡                      |
| Ý (FIMI) | 2× Bạch kim | 60.000‡                       |
| New Zealand (RMNZ) | Bạch kim    | 15.000*                       |
| Thụy Điển (GLF) | Bạch kim    | 20.000‡                       |
| Thụy Sĩ (IFPI) | Vàng        | 15.000^                       |
| Anh Quốc (BPI) | 2× Bạch kim | 1.200.000‡                    |
| Hoa Kỳ (RIAA) | 2× Bạch kim | 1.323.000                     |
| Stream |             |                               |
| Đan Mạch (IFPI Đan Mạch) | Bạch kim    | 2,600,000^                    |
| Tây Ban Nha (PROMUSICAE) | Vàng        | 4.000.000*                    |
| * Chứng nhận dựa theo doanh số tiêu thụ. ^ Chứng nhận dựa theo doanh số nhập hàng. ‡ Chứng nhận dựa theo doanh số tiêu thụ và phát trực tuyến. |             |                               |

## Lịch sử phát hành
| Quốc gia    | Ngày                | Hãng đĩa     | Định dạng                 |
| ----------- | ------------------- | ------------ | ------------------------- |
| Úc          | 7 tháng 4 năm 2014  | Warner Music | Tải kĩ thuật số (đĩa đơn) |
| Đức         | 7 tháng 4 năm 2014  | Warner Music | Tải kĩ thuật số (đĩa đơn) |
| Ireland     | 7 tháng 4 năm 2014  | Warner Music | Tải kĩ thuật số (đĩa đơn) |
| New Zealand | 7 tháng 4 năm 2014  | Warner Music | Tải kĩ thuật số (đĩa đơn) |
| Ireland     | 30 tháng 5 năm 2014 | Warner Music | Tải kĩ thuật số (EP)      |
| Anh Quốc    | 1 tháng 6 năm 2014  | Warner Music | Tải kĩ thuật số (đĩa đơn) |